# Bongo Fury
Bongo Fury es un álbum en directo (excepto 2 de las pistas) de Frank Zappa y The Mothers of Invention con Captain Beefheart, lanzado al mercado el 2 de octubre de 1975. Las pistas grabadas en directo fueron grabadas en mayo de 1975 en el Armadillo World Headquarters de Austin, Texas. Las dos canciones de estudio se grabaron en enero de 1975, durante las sesiones de grabación de los álbumes de Zappa One Size Fits All y Studio Tan.

## Lista de canciones
- Todas las canciones interpretadas por Frank Zappa y Captain Beefheart.
- Todas las canciones compuestas por Zappa, excepto 3 y 8 compuestas por Van Vliet.

### Cara A
1. "Debra Kadabra" (en vivo) – 3:54
2. "Carolina Hard-Core Ecstasy" (en vivo) – 5:59
3. "Sam With the Showing Scalp Flat Top" (en vivo) – 2:51
4. "Poofter's Froth Wyoming Plans Ahead" (en vivo) – 3:03
5. "200 Years Old" – 4:32

### Cara B
1. "Cucamonga" – 2:24
2. "Advance Romance" (en vivo) – 11:17
3. "Man With the Woman Head" (en vivo) – 1:28
4. "Muffin Man" (en vivo) – 5:34

## Personal
- Terry Bozzio – batería
- Michael Braunstein – ingeniero
- Napoleon Murphy Brock – saxofón, voz
- Captain Beefheart – voz, armónica
- George Duke – teclados, voz
- Bruce Fowler – trombón
- Tom Fowler – bajo
- Frank Hubach – ingeniero
- Kelly Kotera – ingeniero
- Kerry McNabb – ingeniero
- Davey Moire – ingeniero
- Cal Schenkel – diseño
- Bob Stone – ingeniero
- Mike Stone – ingeniero
- Chester Thompson – batería
- Denny Walley – voz, guitarra slide
- John Williams – fotografía, fotoportada
- Frank Zappa – voz, guitarra

## Puestos en lista
Álbum - Billboard (Estados Unidos)
| Año  | Lista          | Posición |
| ---- | -------------- | -------- |
| 1975 | Álbumes de pop | 66       |